# Eupetomena
Eupetomena Gould, 1853) è un genere di uccelli della famiglia Trochilidae.

## Tassonomia
Il genere Eupetomena comprende le seguenti specie:
- Eupetomena macroura (J. F. Gmelin, 1788) - colibrì coda di rondine
- Eupetomena cirrochloris (Vieillot, 1818) - colibrì modesto